# Едипсос
Едипсос (грч. Αιδηψός [еðиˈпсос]) је село и бивша општина на Евији у Грчкој. Општина Едипсос је основана 1997. године спајањем општине Лутра Едипсу са заједницама Агиос и Гиалтра. Од реформе локалне управе из 2011. године део је општине Истјеја-Едипсос, чија је општинска јединица. Општина има површину од 115.461 km 2. 80 од 752 топла извора у Грчкој налази се у Едипсосу, што га чини популарном туристичком дестинацијом. Бање датирају од пре више од 20.000 година. Године 2011. број становника је био 6.141. До сада су град посетиле многе познате личности, као што су Луције Корнелије Сула, сер Винстон Черчил, Елефтериос Венизелос, Теодорос Делигијанис, Георгиос Теотокис, Јоанис Кондилакис, архиепископ Атине Теоклет Први, Аристотелис Марија Калас и Костис Паламас, Марика Котопули и други. У савременим границама општинских јединица налазе се остаци античког града Едепса.